# Leonardo Torres y Quevedo
Leonardo Torres y Quevedo (le.oˈnarðo ˈtores i keˈβeðo; 28 de dezembro de 1852 – 18 de dezembro de 1936) foi um engenheiro civil e matemático espanhol.

## Biografia
Leonardo Torres y Quevedo nasceu a 28 de dezembro de 1852 em Santa Cruz de Iguña, Molledo (Cantabria), Espanha. A sua família residia a maior parte do tempo em Bilbao, onde o pai de Leonardo trabalhava como engenheiro dos caminhos de ferro, embora tenha passado alguns períodos de tempo nas montanhas da Cantábria, onde a sua mãe tinha a casa de família. Em Bilbao, Leonardo Torres y Quevedo estudou no Instituto de Enseñanza Media de Bilbao, tendo mais tarde passado dois anos em Paris para completar os seus estudos. Em 1870, o seu pai foi transferido, levando a sua família para Madrid. Nesse mesmo ano, Leonardo começou os seus estudos superiores na Official School of the Road Engineers' Corps. Em 1873 suspendeu temporariamente os estudos para se voluntariar para a defesa de Bilbao, que tinha sido cercado por tropas Carlistas durante a terceira Guerra Carlista. Regressado a Madrid, ele termina os estudos em 1876.
Leonardo Torres y Quevedo começa a sua carreira na mesma companhia ferroviária que seu pai, mas rapidamente a abandona para se dedicar a uma longa viagem pela Europa para ficar a conhecer os avanços técnicos e científicos em primeira mão, especialmente na incipiente área da electricidade. Ao regressar a Espanha, fixa residência em Santander onde financia o seu próprio trabalho e começa um regime de estudo e investigação/pesquisa que o acompanha até ao fim de seus dias. O fruto destas investigações/pesquisas apareceu no seu primeiro trabalho científico em 1893.
Leonardo Torres y Quevedo casou em 1885 e teve oito filhos.
Em 1899 muda-se para Madrid e envolve-se na vida cultural da cidade. A partir do seu trabalho nesses anos, o Athenaeum criou o Laboratório de Mecânica Aplicada do qual se tornou director. O Laboratório dedicou-se à produção de instrumentos científicos. Nesse mesmo ano, ele entra para a Academia Real de ciências exactas, físicas e naturais de Madrid, de cuja instituição foi presidente em 1910. Entre os trabalhos do laboratório, são notáveis a cinematografia de Gonzalo Brañas e o espectógrafo de raios-X de Cabrera e Costa.
Nos primeiros anos do século XX, Leonardo Torres y Quevedo aprendeu a linguagem internacional Esperanto, e foi um defensor da linguagem durante toda a sua vida.
Em 1916 o Rei Afonso XIII entrega-lhe a Medalha Echegaray; em 1918, Leonardo Torres y Quevedo recusa o convite para Ministro do Desenvolvimento. Em 1920, ele entra para a Academia Real Espanhola, no lugar anteriormente ocupado por Benito Pérez Galdós, e torna-se membro do departamento de mecânica da Académie des Sciences de Paris. Em 1922 a Sorbonne nomeia-o Doutor Honóris Causa e, em 1927, é nomeado um dos doze membros associados da Academia.
Leonardo Torres y Quevedo morreu em Madrid, no calor da Guerra Civil Espanhola a 18 de Dezembro de 1936, dez dias após o seu octagésimo quarto aniversário.

## Trabalho

### Aerostática
Em 1902, Leonardo Torres y Quevedo apresentou às Academias de Ciências de Madrid e de Paris o projecto de um novo tipo de dirigível que resolveria o grave problema de suspensão da gondola incluindo-lhe uma estrutura interna de cabos flexíveis que lhe dariam rigidez por meio de pressão interna.
Em 1905, com a ajuda de Alfredo Kindelán, Torres y Quevedo coordenou a construção do primeiro dirigível espanhol no Serviço de Aerostática Militar do Exército, criado em 1896 e localizado em Guadalajara. O projecto foi um sucesso e o novo dirigível, o España, fez inúmeros voos de testes e de exibição. Como resultado, começou uma colaboração entre Torres y Quevedo e a companhia francesa Astra, a qual conseguiu comprar a patente com uma cessão de direitos a todos os países excepto Espanha, de modo a tornar possível a construção do dirigível no seu país. Assim, em 1911, começou a construção de dirigíveis conhecidos como dirigíveis Astra-Torres. Alguns foram adquiridos pelos exércitos Francês e Inglês, no início de 1913, e foram usados na Primeira Guerra Mundial para diversas tarefas, principalmente protecção e inspecção naval.
Em 1918, Torres y Quevedo desenhou, em colaboração com o engenheiro Emilio Herrera Linares, um dirigível transatlântico, que foi chamado de Hispania, procurando chamar a honra do primeiro voo transatlântico para a Espanha. Devido a problemas financeiros, o projecto foi atrasado e foram os britânicos John Alcock e Arthur Brown que atravessaram o Atlantico sem parar desde Newfoundland até à Irlanda num avião de dois motores Vickers Vimy, em dezasseis horas e doze minutos.

### Autómato de Xadrez
No início de 1910, Torres y Quevedo começou a construir um autómato de xadrez, a que chamou "El Ajedrecista" (O Xadrezista) que era capaz de jogar automaticamente um fim de jogo "rei e torre" contra rei a partir de qualquer posição, sem qualquer intervenção humana. Este dispositivo foi pela primeira vez apresentado em Paris em 1914, e é considerado o primeiro jogo de computador do mundo.

### Teleféricos

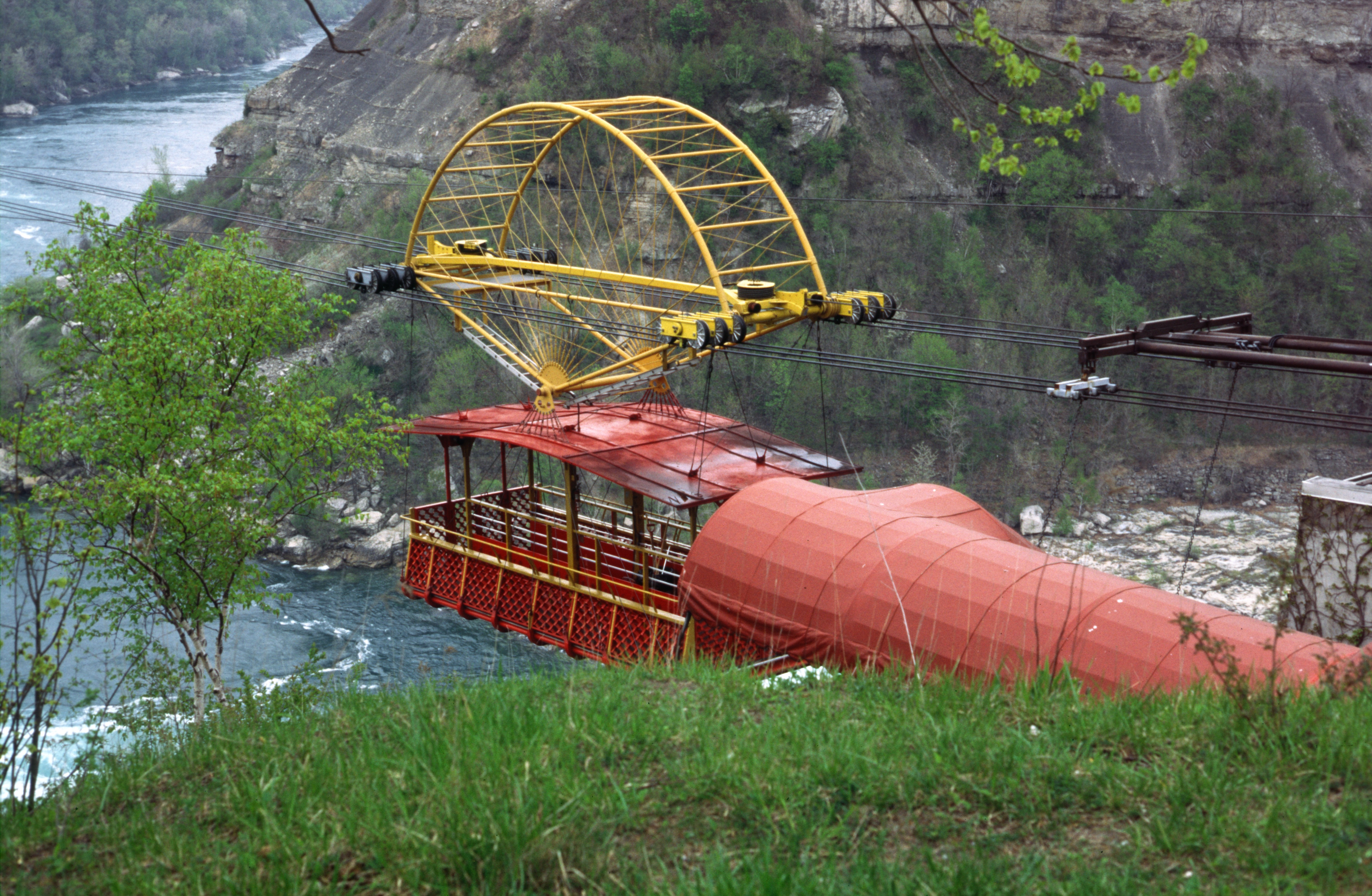
O Teleférico do Niagara.

A experiência de Torres y Quevedo na área dos caminhos de cabos e teleféricos começou muito cedo quando ainda morava na cidade onde nasceu, Molledo. Aí, em 1887, ele construiu o primeiro caminho de cabos para cobrir uma depressão de cerca de 40 metros. Os cabos estendiam-se por cerca de 200 metros e eram puxados por uma parelha de vacas. Esta experiência foi a base para requerer a sua primeira patente, a qual procurou, nesse mesmo ano tornar mais segura para o transporte de pessoas e não apenas de carga. Em 1890 ele apresentou o seu sistema de cabos na Suíça, um país muito interessado nesse tipo de transporte devido à sua geografia e que já costumava usar sistemas de cabos para transporte de grandes cargas. Mas, o projecto de Torres y Quevedo foi recusado, abrindo espaço para alguns comentários irónicos por parte da imprensa suíça. Em 1907, Torres y Quevedo construiu o primeiro sistema de cabos apropriado para o transporte público de pessoas, no Monte Ulía em San Sebastián. O problema da segurança foi resolvido através de um engenhoso sistema de múltiplos suportes de cabos. O design resultante era muito forte e resistia perfeitamente à rotura de um dos cabos de suporte. A execução do projecto foi responsabilidade da Sociedade de Estudos e Trabalhos de Engenharia de Bilbao, a qual construiu com sucesso outros sistemas de transporte por cabo em Chamonix, Rio de Janeiro, e outros. Mas é sem dúvida o Spanish Aerocar (teleférico), nas Niagara Falls no Canada, que ganhou a maior fama nesta área de actividade, apesar de, do ponto de vista científico, não ser a mais interessante.

### Rádio Controlo: oTelekino
Em 1903, Torres y Quevedo apresentou o Telekino na Academia de Ciências de Paris. No mesmo ano, obtinha uma patente em França, Espanha, Grã-Bretanha e nos Estados Unidos. O Telekino consistia num robot que executava comandos transmitidos por ondas electromagnéticas. Constituiu o primeiro aparelho de rádio-controlo do mundo e foi pioneiro no campo do controlo remoto. Em 1906, na presença do rei de Espanha e perante uma enorme multidão, Torres y Quevedo demonstrou a sua invenção com grande sucesso, no porto de Bilbao, guiando um barco. Mais tarde, ele tentaria aplicar o Telekino a projécteis e torpedos, mas teve que abandonar o projecto por falta de financiamento. Em 2007, o prestigiado Instituto de Engenheiros Eléctricos e Electrónicos (IEEE) nomeou o Telekino como um marco em engenharia electrotécnica e computação (milestone in Electrical Engineering and Computing), baseado no trabalho de investigação levado a cabo na Universidade Técnica de Madrid pelo Prof. Antonio Pérez Yuste, que foi o principal mentor da nomeação para Milestone.

### Máquinas de Calcular Analógicas
Máquinas de Calcular Analógicas procuram soluções de equações traduzindo-as por fenómenos físicos. Os números são representados por magnitudes físicas tal como pode ser conseguido com certos eixos rotacionais, potenciais, estados eléctricos ou electromagnéticos, etc. Um processo matemático é, assim, transformado por estas máquinas num processo operativo de certas magnitudes físicas que conduz a um resultado físico correspondente à solução matemática que se procurava. O problema matemático é então resolvido por um modelo físico do próprio problema. 
Desde meados do século XIX, foram conhecidos vários dispositivos mecânicos, incluindo integradores, multiplicadores, etc., já para não falar da máquina analítica de Charles Babbage. É face a este historial que o trabalho de Torres y Quevedo é definido. Ele começou com uma apresentação em 1893, na Academia de Ciências Exactas, Físicas e Naturais, da Memória em máquinas algébricas. No seu tempo, isto foi considerado um enorme sucesso para a produção científica espanhola. Em 1895 as máquinas foram apresentadas num congresso em Bordéus. Mais tarde, em 1900, la Memoria apresentaria máquinas de calcular na Academia de Ciências de Paris. Estas máquinas examinavam analogias físicas e matemáticas, que são a base para o cálculo analógico de quantidades contínuas, e o modo como estabelecer mecanicamente os relacionamentos entre elas, expressos em fórmulas matemáticas. O estudo incluiu variáveis complexas e usou a escala logarítmica. De um ponto de vista prático, mostrou que mecanismos, tais como rodar discos, poderiam ser usados vezes sem conta, com precisão, limitando as variações de variáveis em ambas as direcções.
Torres y Quevedo construiu uma série completa de máquinas de calcular analógicas, todas mecânicas.